# Telaio (bicicletta)

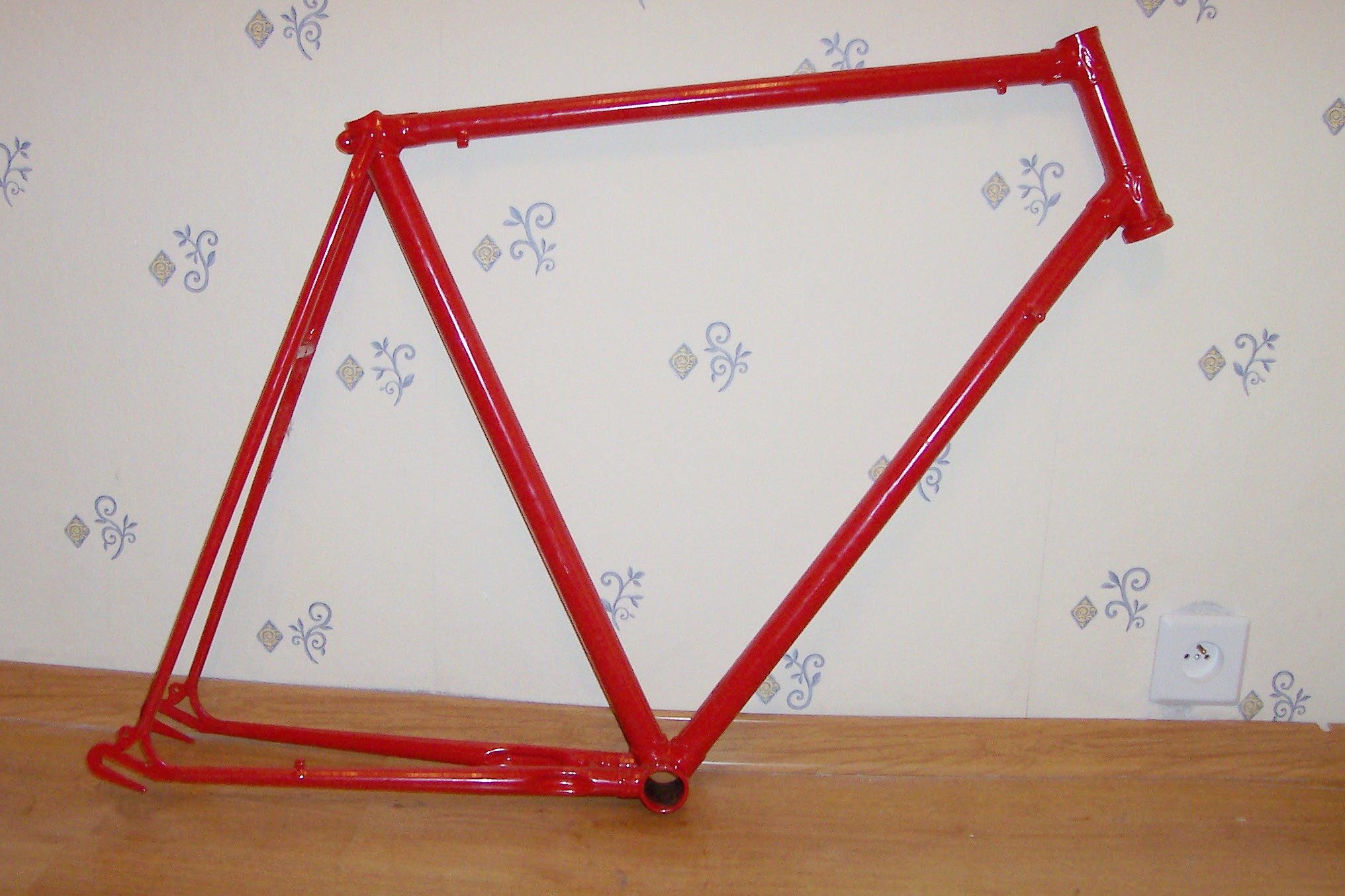
Telaio in acciaio Colnago

Il telaio è il componente principale di una bicicletta, sul quale vengono montati elementi come manubrio, forcella, ruote, sella e tutti gli elementi del gruppo (guarnitura, cambio ecc.).

## Storia

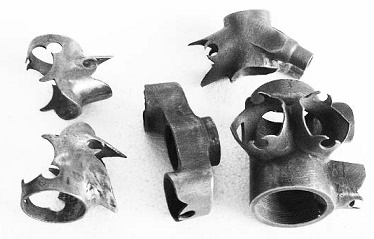
Congiunzioni per l'incastro e successiva brasatura dei tubi della bicicletta

Nell'evoluzione del telaio vi sono state numerose configurazioni, ma la struttura più comune è quella della cosiddetta forma "a diamante". È costituito da tubi di vario materiale che vanno a intersecarsi formando grossomodo due triangoli con un lato in comune. La geometria triangolare rende il telaio più rigido e resistente alle deformazioni.
Il triangolo anteriore (detto anche triangolo principale), in realtà un quadrilatero irregolare, è formato da due tubi pressoché verticali (aventi in realtà un'inclinazione rispetto al suolo di poco superiore ai 70° variabile a seconda di modelli e tipologie) detti piantone (il tubo più lungo su cui si innesta la sella mediante l'apposito tubo reggisella) e sterzo (il più corto dei tubi del telaio), collegati nella parte alta da un tubo orizzontale, detto appunto semplicemente orizzontale (tubo che acquista una certa inclinazione nei modelli detti "sloping" dall'inglese "slope"=pendenza e che appare ricurvo nelle bici da donna) e nella parte bassa da un tubo obliquo, anch'esso detto semplicemente obliquo. Alla giunzione tra piantone e obliquo si trova l'unico tubo perpendicolare all'asse longitudinale del mezzo che serve ad accogliere il movimento centrale, ovvero l'asse dei pedali.
Il triangolo posteriore (detto anche carro posteriore), oltre al tubo piantone che condivide con il triangolo principale è costituito da due coppie di "foderi" che, partendo dagli estremi del piantone, si congiungono formando il punto di aggancio della ruota posteriore attraverso i forcellini. I foderi si distinguono in alti o verticali e bassi o orizzontali.

## Tipi di telaio

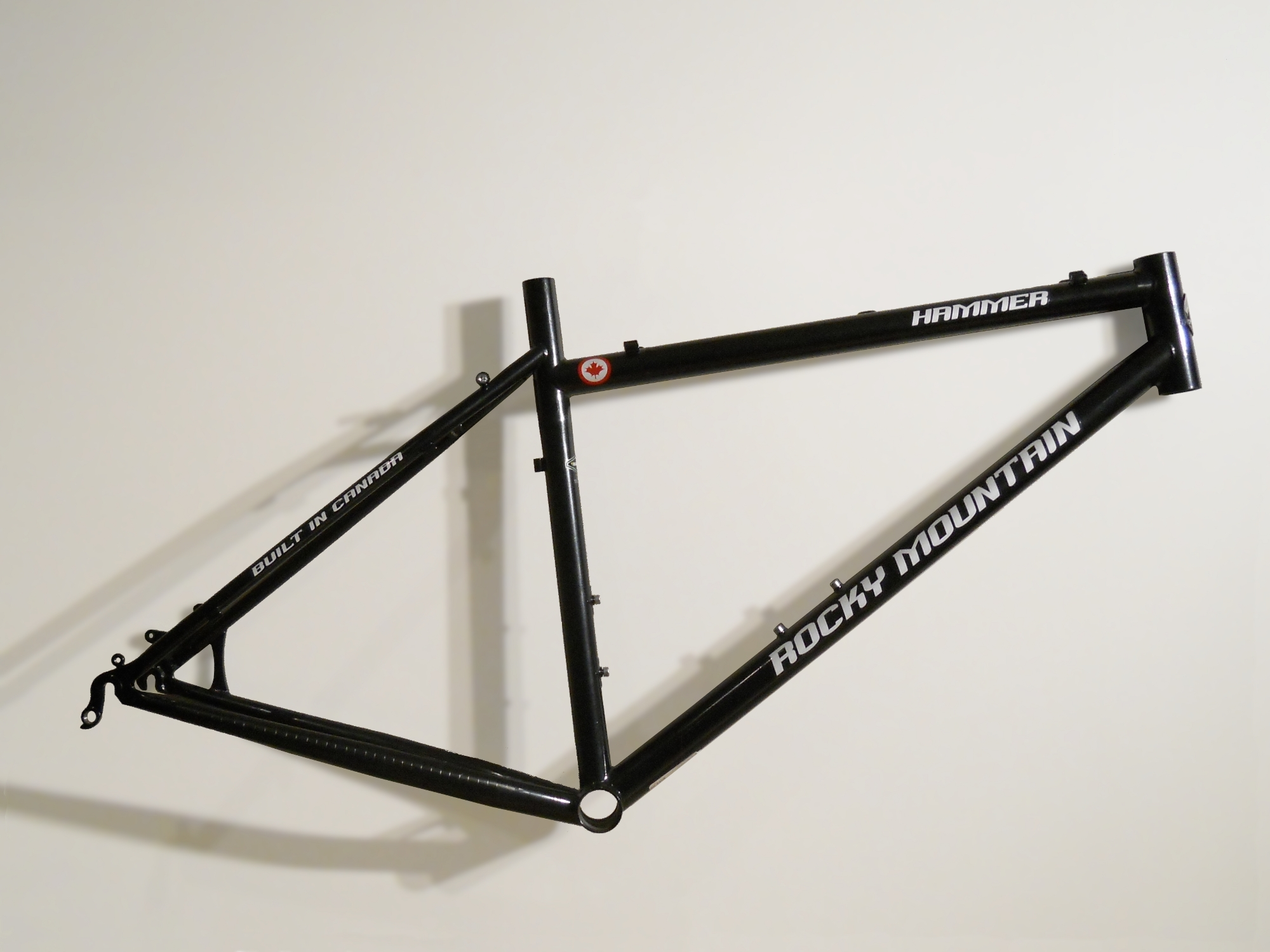
Telaio da mountain bike front suspended

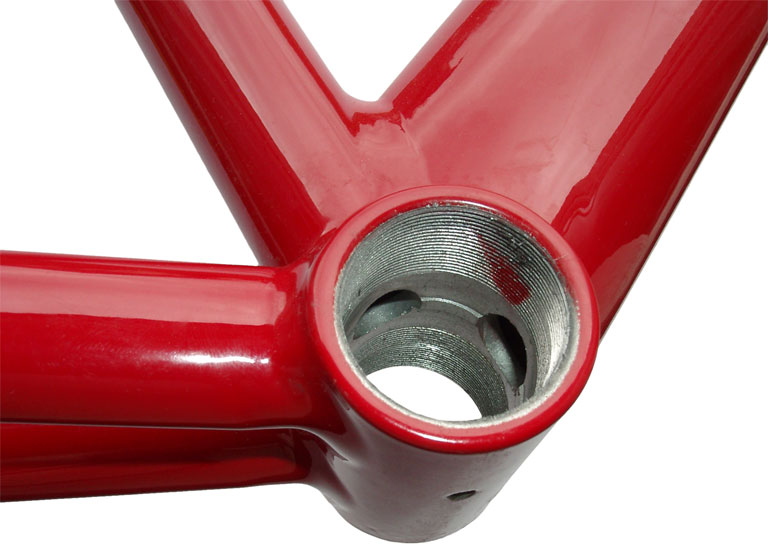
La sede del movimento centrale cui si innesta la guarnitura

La distinzione tra un tipo di telaio ed un altro può essere fatta basandosi su alcuni criteri:
- il tipo: da corsa, da mountain bike (front suspended, full suspended o biammortizzato), bicicletta pieghevole eccetera
- le geometrie: la lunghezza dei vari tubi e gli angoli che essi formano tra loro
- i materiali: acciaio, alluminio (leghe di alluminio, comprese quelle con scandio), fibra di carbonio, titanio, magnesio, canna di bambù;
- l'utilizzo: la specialità sportiva o l'utilizzo per cui il telaio è stato progettato (xc, marathon, all-mountain, freeride, ciclocross, pista, bici da passeggio eccetera).

La misura classica viene presa sul tubo orizzontale e sul tubo verticale, anche se oggigiorno si sta modificando il criterio di prendere questo misure, in quanto c'è sempre una maggior diffusione di telai "sloping", cioè caratterizzate da un tubo orizzontale non perfettamente parallelo al terreno ma più basso nella sua congiunzione al tubo della sella rispetto a quella del tubo dello sterzo. In questo caso, la misura orizzontale va presa sulla proiezione orizzontale del tubo "sloped" (inclinato).

### Piantone
Il piantone, chiamato anche tubo verticale, svolge un ruolo fondamentale per la resistenza del telaio poiché poggia sulla canna orizzontale nella quale si sviluppa l'innesto della sella e sul tubo obliquo del telaio dove si aggiungerà la pedivella.

### Passaggio guaine

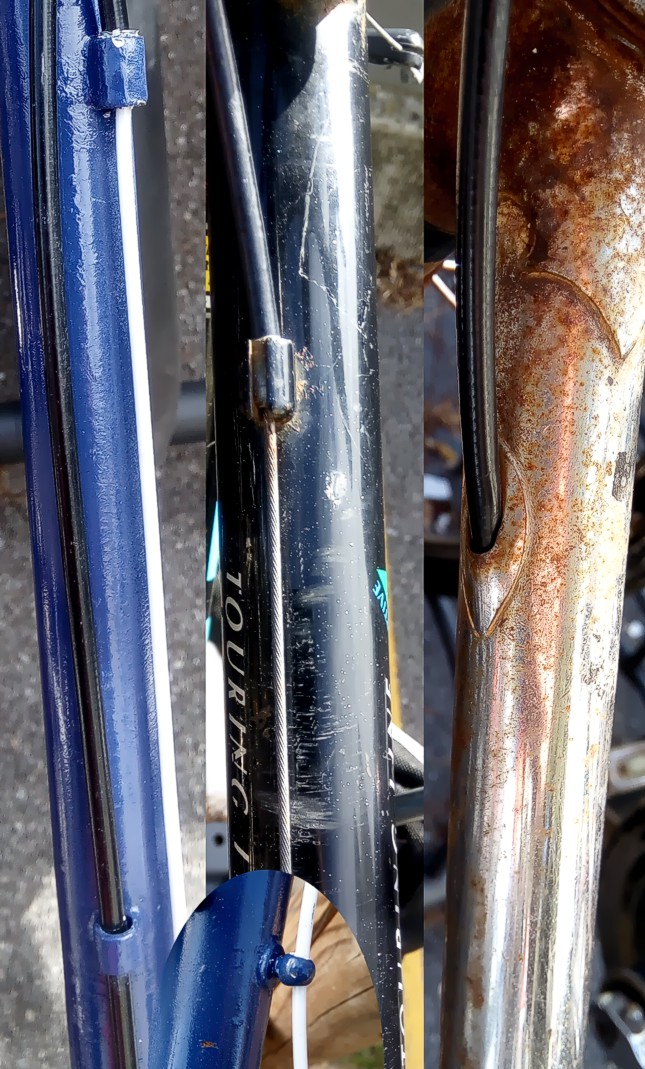
Diverse soluzioni per il passaggio dei cavi e relative guaine, da sinistra a destra, passaguaine, dove le guaine vengono mantenute in posizione da anelli, da guaine a tubi in teflon, con terminaguaine e guidatubi di teflon, da guanine a cavo, con terminaguaine, guaine nascoste, con fori nascondiguaine.

Le biciclette (ad eccezione delle antiche scatto fisso senza freni) hanno diverse guaine per i vari servizi, queste guaine possono essere gestite in modo differente a seconda delle esigenze.

### Cannotto di sterzo
La parte di telaio in cui viene inserito il perno dello sterzo viene detta cannotto di sterzo alla forcella stessa.
Questo elemento è una parte fondamentale con cui si definisce un parametro della geometria della forcella, inoltre a seconda del tipo di fissaggio del forcellone possiamo avere una serie sterzo differente.

### Movimento centrale
Il movimento centrale è caratteristico del telaio per biciclette, questo perché è l'unico mezzo che sfrutta la forza della pedalata umana.
Questo è caratterizzato da un tubo cavo del telaio, che accoglie un elemento che permette di effettuare la pedalata facendo forza su dei cuscinetti, permettendo di trasferire la maggior parte dell'energia alla catena di trasmissione.

## Accorgimenti
Il telaio per bicicletta può avere:

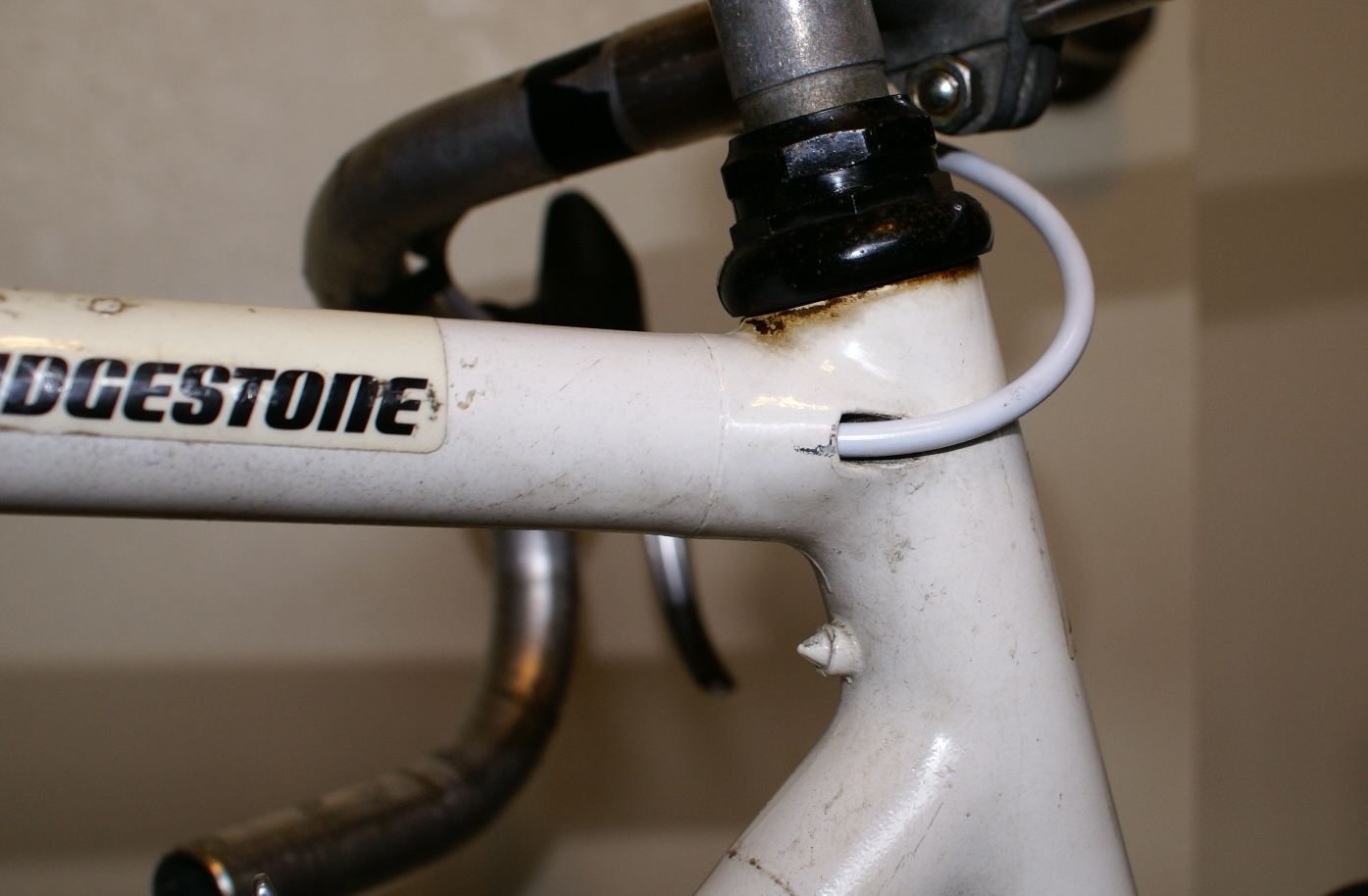
Telaio con passaggi per nascondere le guaine

- Congiunzioni elementi che permettono di effettuare saldobrasature più sottili, questo permette un migliore effetto estetico e riduce gli effetti negativi della saldatura, la quale ritornando a temperatura ambiente si contrae e genera una forza sul telaio.
- Telaio richiudibile si utilizzano una o più cerniere per permettere al telaio e quindi alla bicicletta di richiudersi e occupare meno spazio, questa soluzione è usata su biciclette pieghevoli per agevolarne il trasporto.
- Portapacchi elemento maggiormente presente sulle biciclette da città, che può essere posto anteriormente o più frequentemente al posteriore
- Guaine nascoste, le guaine dei servizi scorrono dentro il telaio, risultando meno esposte sia in caso di caduta sia agli agenti atmosferici.

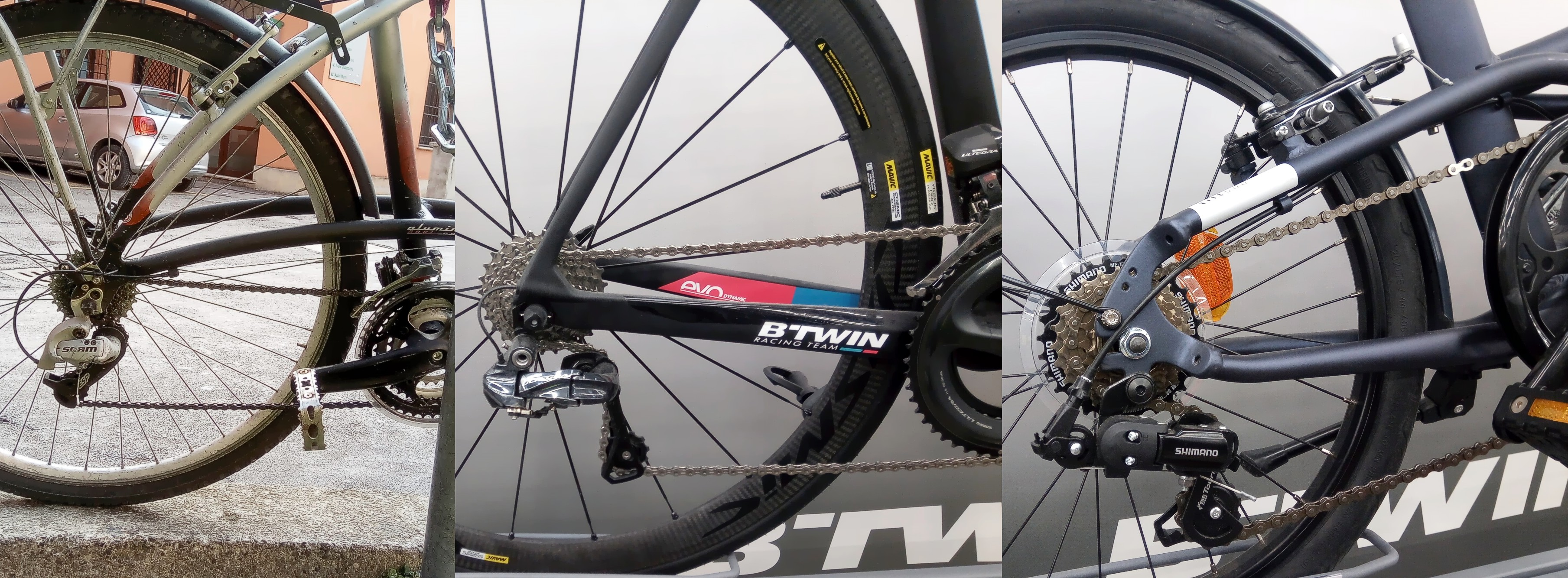
3 esempi differenti di carro posteriore bici, con carro alto, tradizionale e basso, soluzioni differenti per il passaggio della catena (e battito catena), della rigidezza telaio e velocità montaggio

- Carro posteriore alto o basso, il carro posteriore tradizionale ha l'inconveniente del battito catena sul fodero posteriore orizzontale, per questo o si cerca di alzarlo ed evitare che la catena passi nel triangolo del carro posteriore, pur con linconveniente di rendere il carro meno rigido, oppure si cerca di abbassarlo e ridurre drasticamente il battito della catena senza compromettere la rigidità del carro.

## Altri usi
Inizialmente i telai da bicicletta sono stati utilizzati anche per i primi motocicli, i quali però sono stati poi aggiornati e non sono più costituiti da due triangoli, ma dalla trave (tubo/i superiore/i del telaio, che partono dal cannotto di sterzo e finiscono al perno del forcellone, passando tra il motore e il pilota) e dalla culla (tubo/i inferiore/i del telaio, che partono dal canotto di sterzo e finiscono al perno del forcellone, passando sotto la trave del telaio e di solito anche sotto al motore). Inoltre sui telai motociclistici è presente il telaietto (saldato o bullonato), elemento fondamentale per la seduta e il supporto di alcuni elementi della motocicletta.